# دیوید جیمز (زیست‌شناس)
دیوید جیمز (انگلیسی: David James؛ زادهٔ ۱۹۵۸ میلادی) یک زیست‌شناس اهل استرالیا است.
شهرت او به‌واسطهٔ کشف پروتئین GLUT4 در سال ۱۹۸۸ میلادی است.